# Tom Shankland
Thomas Otto Shankland (nascut el 7 de maig de 1968) és un director de cinema i televisió i guionista anglès. És conegut per dirigir les pel·lícules de terror WΔZ (2007) i The Children (2008), i sèries de televisió com The Fades (2011), Ripper Street (2012) i The Missing (2014); per aquest últim, va ser nominat al Premi Primetime Emmy a la millor direcció d'una minisèrie, pel·lícula o un especial dramàtic. També ha estat nominat al BAFTA al millor curtmetratge dues vegades, per Bait (1999) i Going Down (2000).

## Formació
El pare de Shankland va ensenyar a la Universitat de Durham, establint el departament italià. La seva mare és escandinava. La família va veure pel·lícules italianes i escandinaves. Va anar a l'escola a St Margaret's Primary School i Framwellgate Moor Comprehensive. Va guanyar visibilitat per primera vegada amb un curtmetratge per a Channel 4 anomenat Bait el 1999.

## Filmografia

### Cinema
- Bubbles (1998; curtmetratge)
- Bait (1999; curtmetratge)
- Going Down (2000; curtmetratge)
- WΔZ (2007)
- The Children (2008)

### Televisió
- Hearts and Bones (2000; episodi: "Once There Was a Way to Get Back Home")
- Clocking Off (2001; 3 episodis)
- No Night Is Too Long (2002; telefilm)
- Family Business (2004; episodi "1.01")
- Jericho (2005; episodi: "The Hollow Men")
- Agatha Christie's Marple (2006–10; 2 episodis)
- The Fades (2011; 3 episodis)
- Dirk Gently (2012; 3 episodis)
- Ripper Street (2012; 4 episodis)
- The Missing (2014; 8 episodis)
- Wicked City (2015; episodi: "Pilot")
- The Leftovers (2015; 1 episodi)
- House of Cards (2016; 1 episodi)
- Iron Fist (2017; 1 episodi)
- The Punisher (2017; 2 episodis)
- The City and the City (2018; minisèrie)
- Les Misérables (2018; minisèrie)
- The Serpent (2021; minisèrie)
- SAS: Rogue Heroes (2022; minisèrie)
- The Leopard (2023; sèrie de Netflix), remake de la pel·lícula de 1963 basada en la novel·la de Giuseppe Tomasi of Lampedusa

## Premis i nominacions
| Any  | Premi                                                   | Categoria                                                                             | Obra          | Resultat  |
| ---- | ------------------------------------------------------- | ------------------------------------------------------------------------------------- | ------------- | --------- |
| 2000 | Premis BAFTA                                            | Millor curtmetratge (compartit amb Soledad Gatti-Pascual i Jane Harris)               | Bait          | Nominat   |
| 2000 | Festival Internacional de Cinema de Newport             | Millor curt                                                                           | Bait          | Guanyador |
| 2000 | Festival de Cinema de Londres                           | Premi TCM                                                                             | Going Down    | 2n lloc   |
| 2001 | Premis BAFTA                                            | Millor curtmetratge (compartit amb Soledad Gatti-Pascual i Jane Harris)               | Going Down    | Nominat   |
| 2007 | Festival de Sitges                                      | Millor pel·lícula                                                                     | WΔZ           | Nominat   |
| 2009 | FanTasia                                                | Menció especial                                                                       | The Children  | Guanyador |
| 2009 | Festival de Sitges                                      | Millor pel·lícula                                                                     | The Children  | Nominat   |
| 2009 | Festival Internacional de Cinema Fantàstic de Bucheon   | Millor de Bucheon                                                                     | The Children  | Nominat   |
| 2009 | Festival Internacional de Cinema Fantàstic de Neuchâtel | Premi Narcisse a la millor pel·lícula                                                 | The Children  | Nominat   |
| 2010 | Fangoria Chainsaw Awards                                | Millor guió (compartit amb Paul Andrew Williams)                                      | The Children  | Nominat   |
| 2013 | Premis BAFTA de televisió                               | Millor sèrie dramàtica (compartit amb Richard Warlow, Will Gould i Stephen Smallwood) | Ripper Street | Nominat   |
| 2015 | Premis Primetime Emmy                                   | Direcció destacada d'una minisèrie, pel·lícula o un especial dramàtic                 | The Missing   | Nominat   |